# Tjockskallarna

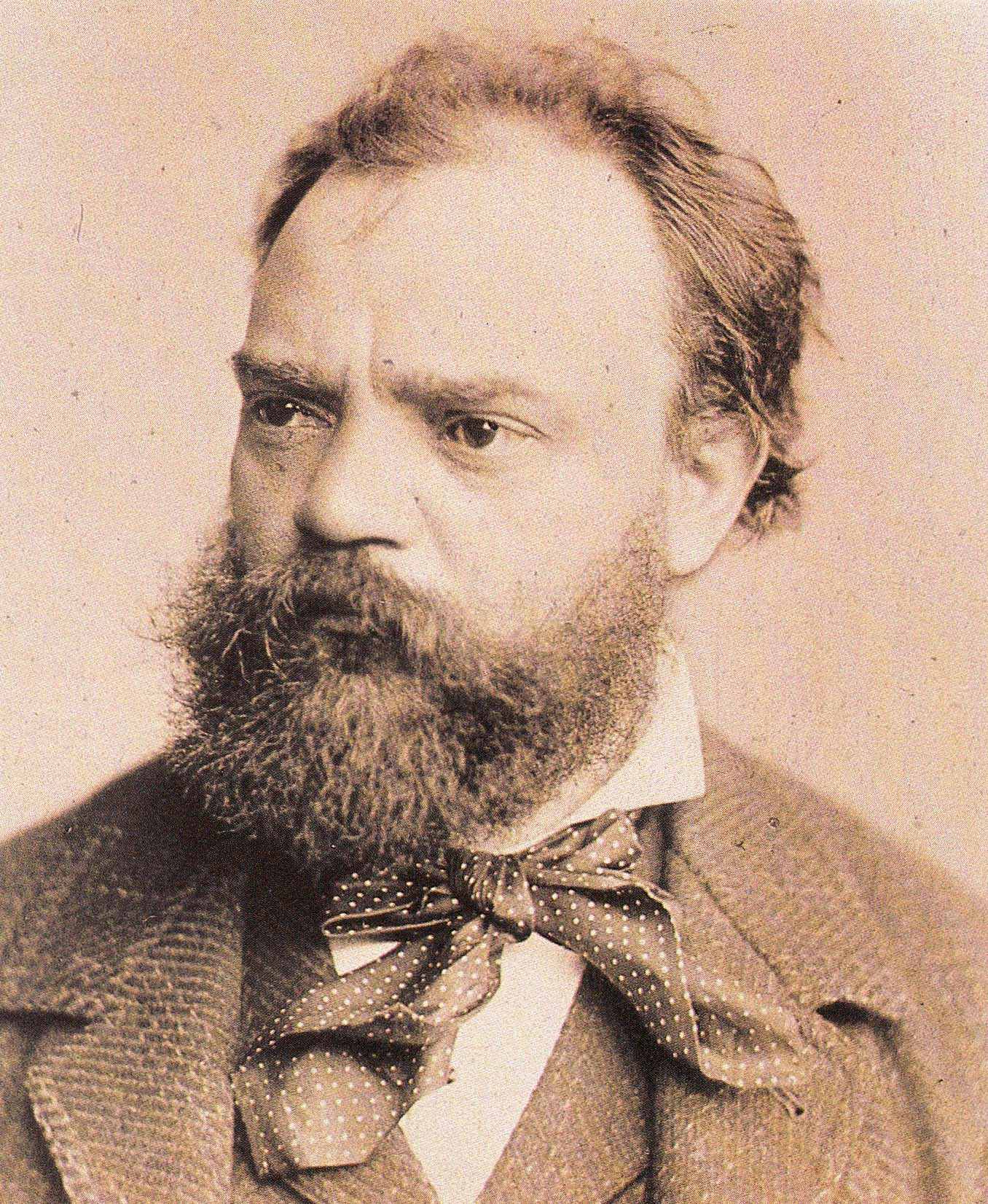
Antonín Dvořák

Tjockskallarna (Tjeckiska: Tvrdé palice) är en tjeckisk opera i en akt med musik av Antonín Dvořák och libretto av Josef Štolba.

## Historia
Samma år (1874) som Dvořák reviderade sin opera Kungen och kolaren avslutade han sin andra komiska opera. Till skillnad från föregångaren, som innehöll en rad karaktärer från de fattigaste till de rikaste (ett tema som skulle återkomma i Dvořáks senare operor), är personerna i Tjockskallarna alla bönder. Dvořák komponerade operan mellan oktober och december 1874. Trots ett valhänt libretto var operan ett stort steg framåt i Dvořáks operastil. Den är mer rik på melodier än Kungen och kolaren och pekar framåt mot Dvořáks tjeckiska nationella stil och de Slaviska danserna. Dvořáks behandling av komedin och karaktärernas utformning är också förvånansvärt utvecklad och förebådar liknande personporträtt i Jakobinen och Djävulen och Katja.
Operan hade premiär den 2 oktober 1881 på Nya Tjeckiska Teatern i Prag.

## Personer
- Říhová, änka (kontraalt)
- Lenka, hennes dotter (sopran)
- Vávra, änkling (baryton)
- Toník, hans son (tenor)
- Řeřicha (bas)

## Handling
Pojken Toník och flickan Lenka har av sina föräldrar lovats bort till varandra. Men de båda är tjockskalliga (tvrdé palice) och inte alls intresserade av giftermål. Det krävs list från deras gudfader Řeřicha att få dem tillsammans. Han insinuerar att Toníks änkling till far är intresserad att gifta sig med Lenka och att Lenkas änka till mor kastar sina ögon efter Toník. Efter en del förvecklingar erkänner Toník och Lenka att de älskar varandra och det "tjockskalliga" paret kan äntligen vigas.